# Darius III
Sauf précision contraire, les dates de cet article sont sous-entendues « avant l'ère commune », c'est-à-dire « avant Jésus-Christ ».
 (octobre 2021).
Si vous disposez d'ouvrages ou d'articles de référence ou si vous connaissez des sites web de qualité traitant du thème abordé ici, merci de compléter l'article en donnant les références utiles à sa vérifiabilité et en les liant à la section « Notes et références ».
Darius III Codoman (v. 380 av. J.-C. - 330 av. J.-C.) est le roi de Perse de 336 av. J.-C. à sa mort en 330 av. J.-C. Il est également pharaon d'Égypte jusqu'en 332 av. J.-C. Vaincu par Alexandre le Grand, il est le dernier grand roi achéménide de l'empire perse.

## Sources

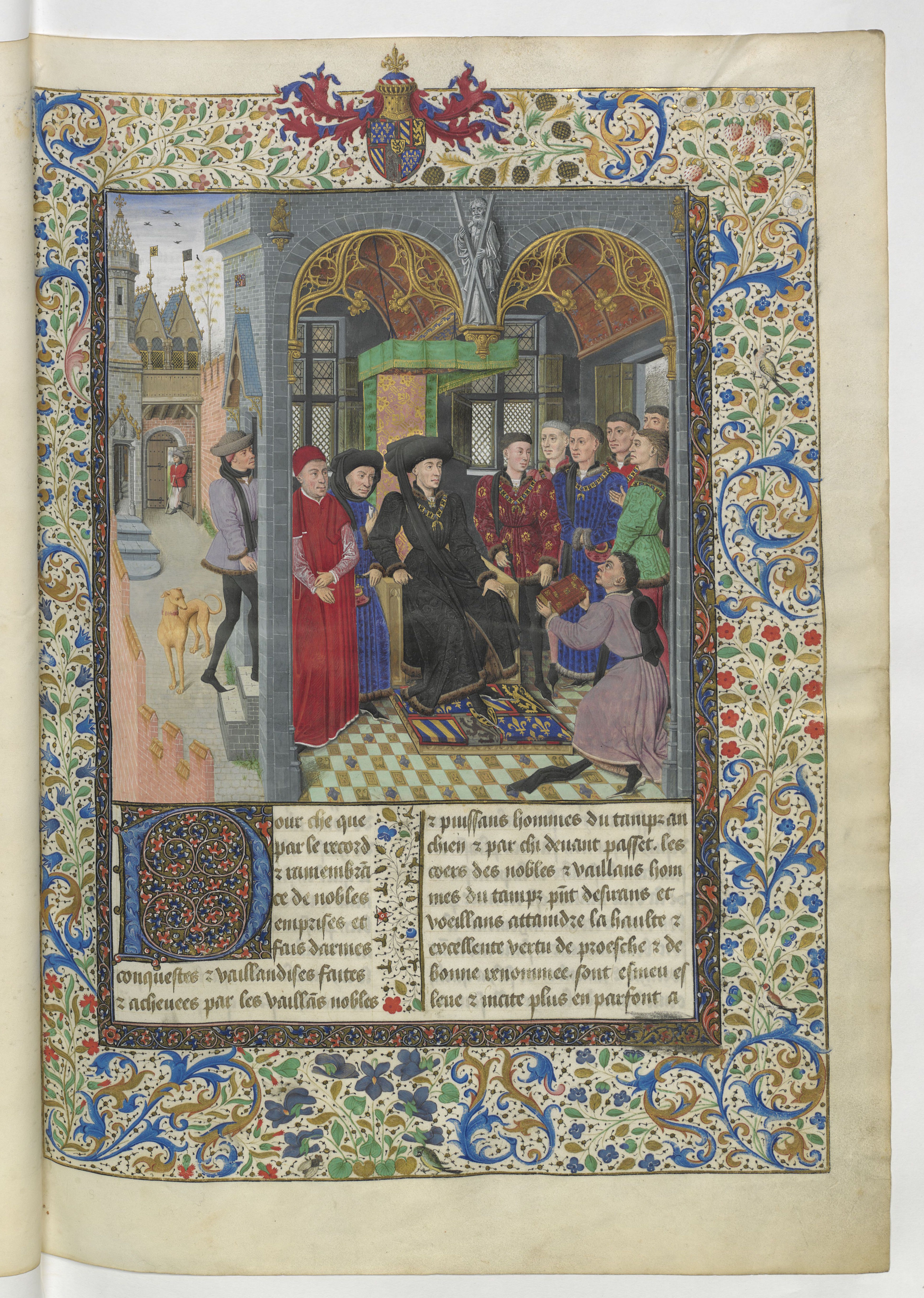
Enluminure de Maître de l'Alexandre de Wauquelin, Livre des conquêtes et faits d'Alexandre compilée par Jean Wauquelin : dédicace du livre à Philippe le Bon, duc de Bourgogne, vers 1446, Bibliothèque nationale de France.

On ne parle généralement pas de sources gréco-romaines lorsque l'on évoque Darius car aucun auteur antique n'a jugé nécessaire de faire de ce dernier le personnage principal d'un récit. En effet, Darius ne se caractérise que comme étant l'ennemi d'Alexandre et est distingué de ces homonymes par le surnom peu flatteur : « Darius, celui qui a été vaincu par Alexandre ». On préfère donc parler d'Alexandre et même quand on évoque Darius, c'est souvent pour vanter les mérites d'Alexandre. Cependant on trouve de nombreux textes iraniens retraçant certains grands événements de la vie de Darius. Parmi ces textes, on note plusieurs contradictions quant à la mort du roi. C'est généralement la version citée plus bas qui est officielle mais la tradition iranienne apporte quelques nuances. En effet, ces textes évoquent le fait que le meurtre du roi n'a pas lieu en Médie mais en Perse et non pas lors d'une retraite mais en plein cœur d'une bataille décisive. Selon ces textes, la punition des régicides par « Iskender » (nom iranien pour Alexandre) a également eu lieu en Perse, événement relaté dans le Roman d'Alexandre.
Une autre source indique que Darius aurait été tué par Alexandre lui-même. Cette version est présentée pour la première fois par Manéthon de Sebennytos, reprise alors par de nombreux auteurs de l'Antiquité tardive puis en Occident au cours du Moyen Âge. Dans le Chronicon Paschale, il est mentionné qu'Alexandre aurait frappé à mort Darius avec une lance (doru en grec) ayant alors donné son nom à Doras, une place forte de Mésopotamie disputée entre Byzantins et Perses.
Une dernière représentation de la mort de Darius nous parvient à travers un texte épigraphique grec de 264 ou 263 av. J.-C. narrant la « capture de Darius par Alexandre », une représentation reprise par Jean Malalas dans le livre VIII de sa Chronographia. Cette représentation sous-entend que Darius était vivant lorsque Alexandre l'a attrapé. Cependant la thèse dominante veut que Darius ait succombé à ses blessures avant qu'Alexandre ait pu le voir, allant à l'encontre de la thèse émise par Diodore de Sicile qui veut qu'Alexandre ait recueilli les derniers mots et le dernier souffle de Darius. Une thèse relatée dans le Roman d'Alexandre et dans toute la tradition littéraire et iconographique persane et arabo-persane.

### Limites des sources
Pour faire de l’histoire ou de l’historiographie sur Darius III il faut obligatoirement passer par les sources qui parlent d’Alexandre. Il faut les croiser et parvenir à lire entre les lignes pour y trouver des informations sur le dernier roi perse achéménide.
Les deux versions du XIXe siècle sur Darius III (celle de Nöldeke et Gobineau et celle de Droysen et Rawlinson) ne peuvent pas être entièrement considérées. En effet, les sources utilisées (Arrien, Plutarque, Diodore de Sicile) pour dépeindre le portrait de Darius III sont suspectées de « courtisanerie », auprès de Darius ou d’« alexandrolâterie » pour Alexandre. C’est-à-dire que le but de ces sources n’est pas d’être objectif car elles ont chacune servi un parti pour le mettre en valeur.
C’est notamment le cas pour la connaissance de l’empire perse sous le règne de Darius III. En effet, les frontières de l’empire sont découvertes grâce à la conquête macédonienne. Ainsi, Alexandre met en avant chaque endroit de l’empire par sa venue. D’ailleurs, la conquête macédonienne permet aussi de comprendre et de connaître l’organisation du Royaume. L’exemple de la satrapie égyptienne montre que l’administration de l’Égypte est similaire à l’administration perse. D’ailleurs, Pseudo-Aristote illustre ce propos « Ce qui verse à Cléomène les produits du tribut ». En effet, il montre que le tribut reste versé de la même manière après la conquête perse.

## Biographie

### Prise du pouvoir
Darius est membre d'une branche collatérale de la dynastie des Achéménides, étant le fils d'Arsamès et de Sisygambis et le petit-fils d'Ostanès, lui-même fils de Darius II et frère d'Artaxerxès II. Sous le règne d'Artaxerxès III, il semble qu'il ait contrôlé la satrapie d'Arménie. En effet Justin écrit : « [Artaxerxès III] fit la guerre aux Cadusiens. Ce fut alors qu'un des ennemis ayant défié le plus brave des Perses, Codoman [Darius III] marcha au combat, accompagné des vœux de toute l’armée, tua le barbare, assura la victoire aux Perses, et rendit de l'éclat à la gloire presque éclipsée de leurs armes. Il reçut, pour prix de cette belle action, le commandement des deux Arménie. »
Il accède au trône à la suite des crimes supposés de l'eunuque Bagoas qui aurait d'abord assassiné, en 338 av. J.-C., Artaxerxès III puis le fils de celui-ci, Arsès, en 336 av. J.-C.. Il aurait envisagé rapidement un sort identique pour Darius mais celui-ci anticipe son empoisonnement en faisant lui-même boire à Bagoas la coupe fatale que celui-ci lui a destiné. Cette version, donnée par un historien étranger plusieurs siècles après sa mort, historien appartenant de surcroit à un peuple ennemi, n'est cependant pas forcément exacte ou du moins, pas entièrement. En effet, une tablette cunéiforme conservée au British Museum suggère qu'Artaxerxès III au moins est mort de causes naturelles. De plus la propagande macédonienne, destinée à légitimer les conquêtes d'Alexandre le Grand quelques années plus tard, accusait Darius III d'avoir joué un rôle clé dans le meurtre d'Arsès, présenté comme le dernier roi de la maison royale achéménide. Si cette propagande est, par sa nature même, à regarder avec prudence, elle n'en demeure pas moins presque contemporaine des faits et tout à fait plausible.
Considéré comme un guerrier digne d'éloge pour avoir vaincu en combat un « géant » cadusien, Darius semble appuyé par une grande partie de l'aristocratie et de l'armée. Une tradition antique, en vigueur chez les Macédoniens, prétend que Darius aurait été l'un des esclaves de Bagoas mais elle provient essentiellement d'une traduction erronée grecque.
Darius, bien qu'auparavant satrape d'Arménie, a encore peu d'expérience dans le gouvernement de l'empire. Il parvient toutefois à faire de la Phénicie une satrapie et à ramener l'ordre en Égypte. Il tente d'imposer la domination perse dans un empire de plus en plus miné par les ambitions des satrapes et menacé par l'expansionnisme macédonien.

### Lutte contre Alexandre

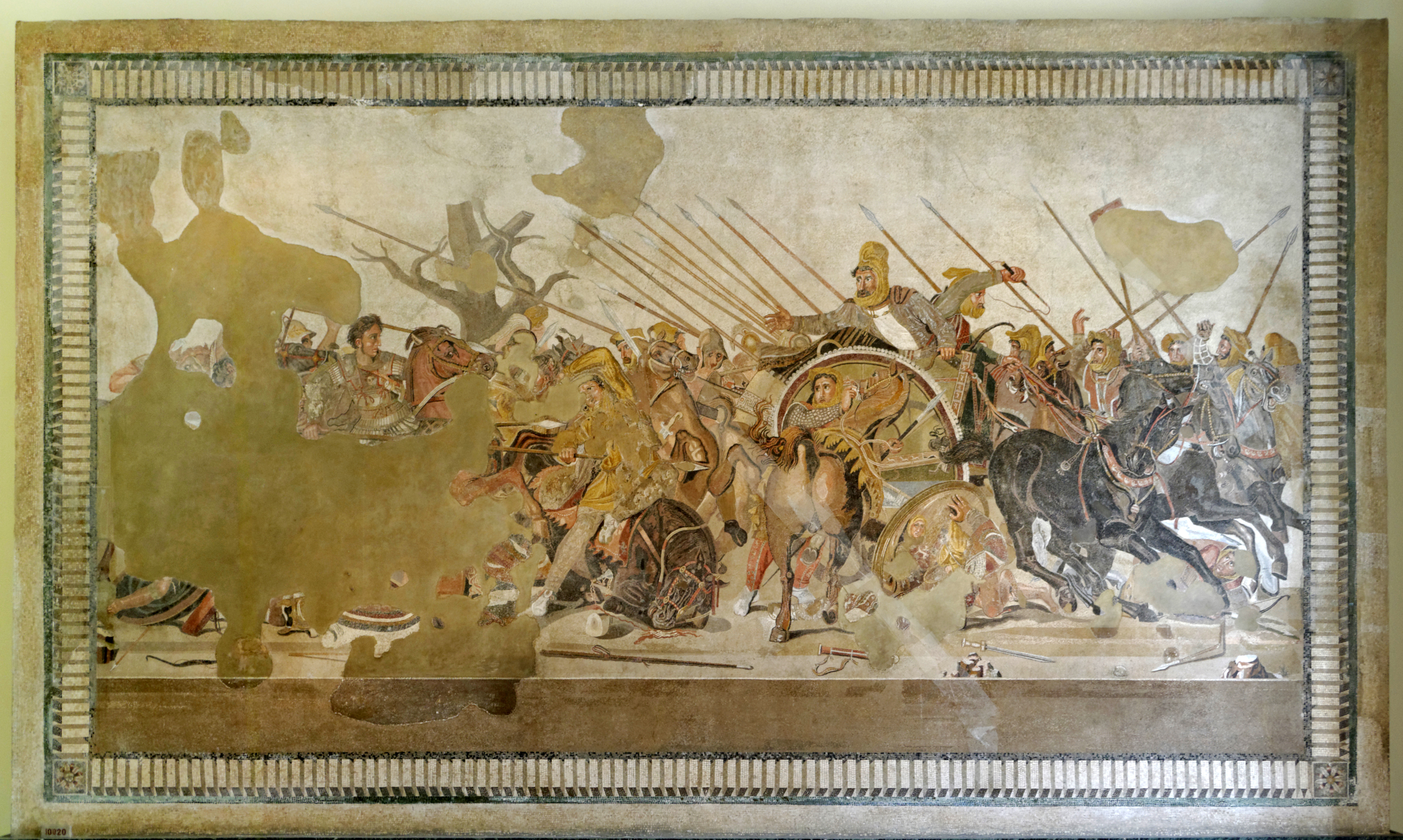
Mosaïque de la bataille d'Issos, maison du Faune à Pompéi, musée national d'archéologie de Naples.

En l'absence d'autre source documentaire et notamment d'inscription royale, le règne de Darius III n'est connu qu'au travers des écrits grecs se rapportant à la conquête de l'empire perse par les Macédoniens. Dès 336 av. J.-C., Philippe II envoie un corps expéditionnaire en Asie Mineure mais son assassinat retarde les projets d'invasion. Lorsqu'Alexandre traverse l'Hellespont au printemps 334 av. J.-C., Darius ne prend pas tout de suite la mesure de l'événement ; il laisse aux satrapes locaux et à Memnon de Rhodes, le chef des mercenaires grecs, le soin d'arrêter l'armée macédonienne. Mal préparés, ceux-ci sont battus à la bataille du Granique en mai 334 av. J.-C.
Darius concentre alors une nouvelle armée en Babylonie et fait, en Syrie, sa jonction avec les mercenaires grecs. Darius, qui commande en personne, est vaincu à la bataille d'Issos (entre les monts Taurus et la mer) le 1er novembre 333 av. J.-C. Non sans avoir tenté de résister à l'assaut de la cavalerie lourde macédonienne, il prend la fuite, laissant son char et ses attributs royaux (son arc, son bouclier et son manteau), ce qui, d'après les Grecs, constituerait un véritable déshonneur. D'après les mêmes auteurs, Darius aurait abandonné la famille royale à son sort : sa mère, son épouse Stateira et leurs enfants auraient ainsi été capturés par Alexandre le Grand. Darius envoie une lettre d'amitié à deux reprises à Alexandre, lui demandant la seconde fois de relâcher sa famille en échange de la cession de tout l'empire achéménide à l'ouest de l'Euphrate. Il lui offre également la main de sa fille en échange d'une alliance mais Alexandre rejette les deux lettres et marche sur la Mésopotamie.
Ne pouvant empêcher Alexandre de conquérir la Phénicie et l'Égypte, il constitue une nouvelle armée en intégrant, cette fois-ci, nombre de contingents des satrapies orientales (dont quelques éléphants de guerre qu'il n'utilisera pas car il ne les maîtrise pas. Ces éléphants seront récupérés par Alexandre le Grand, mais ne seront utilisés que bien plus tard par Séleucos Ier). Il prend soin de choisir un terrain favorable à son innombrable cavalerie et à ses chars à faux, mais il est définitivement vaincu à la bataille de Gaugamèles le 1er octobre 331 av. J.-C.

### La fin deDariusIII

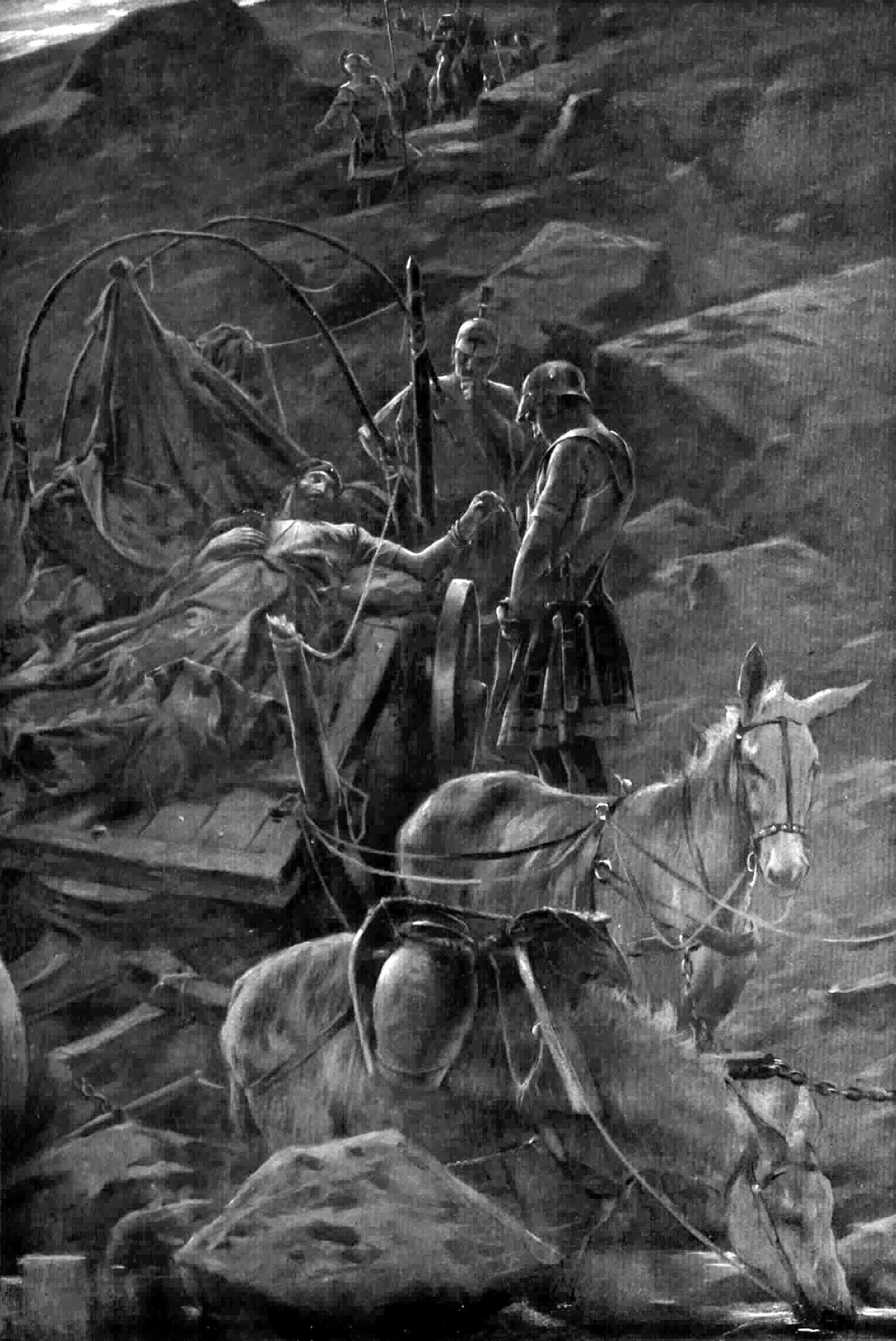
La mort de Darius, André Castaigne.

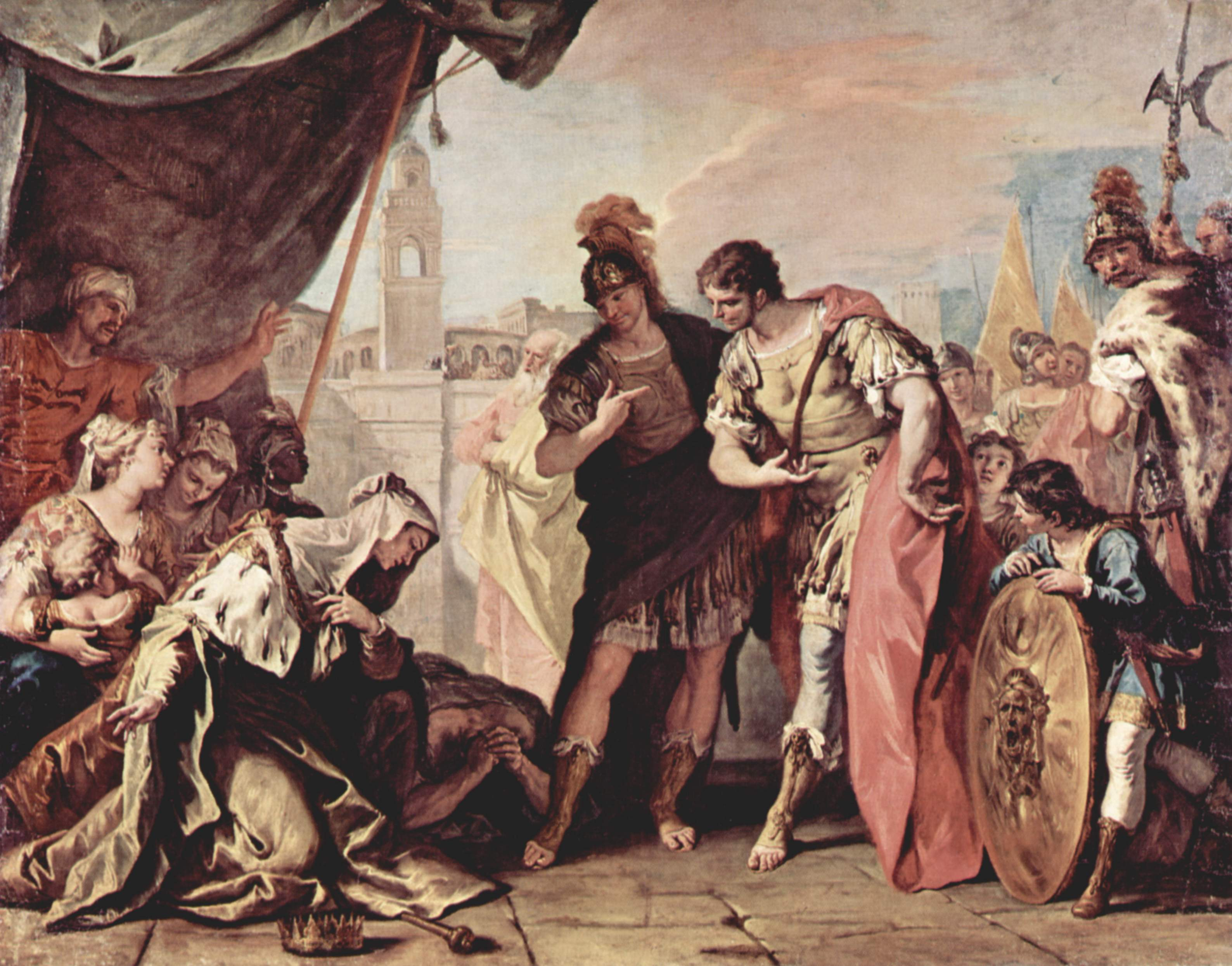
La Famille de Darius devant Alexandre
Sebastiano Ricci, 1708-1710
Raleigh, North Carolina Museum of Art.

Darius prend la fuite vers les montagnes de Médie mais, abandonné par ses derniers fidèles, il est assassiné par Nabarzanès et le satrape Bessos en juillet 330 av. J.-C. dans la localité de Shahr-e Qumis. Darius aurait été laissé agonisant dans un chariot et aurait été trouvé par un soldat macédonien. Bessos s'autoproclame alors roi des Perses sous le nom d'Artaxerxès V.
D'après Diodore de Sicile[réf. nécessaire], Darius aurait été enseveli avec les honneurs royaux par Alexandre dans la nécropole royale de Persépolis. Aucune trace archéologique ne vient corroborer ces écrits, une tombe royale persépolitaine inachevée un temps présumée être celle de Darius a en fait été creusée dans la roche au cours de règnes antérieurs. Alexandre se considère comme légitime successeur de l'achéménide, il épouse donc sa fille Stateira lors des noces de Suse en 324 av. J.-C. Cet épisode est un acte symbolique très solennel révélateur de la volonté du roi de fondre en un seul peuple les Grecs et les Asiatiques. C’est ainsi que dix mille de ses compagnons épousent le même jour des femmes asiatiques. Alexandre prend donc logiquement sa suite dans les chroniques royales perses.

### Postérité
Une tradition historique tend à dépeindre Darius en roi dont la lâcheté n'aurait d'égal que le piètre talent de stratège. On peut d'emblée nuancer ce propos en arguant de la faiblesse même de l'empire perse face à l'expansionnisme macédonien. Darius montre, par ailleurs, un certain talent militaire en parvenant à se placer sur les arrières de l'armée macédonienne avant la bataille d'Issos.
Il convient surtout de souligner l'inadaptation de la tactique militaire perse sur le champ de bataille. Selon un code très ritualisé, Darius se tient juché sur son char au centre de l'armée, de manière hiératique et majestueuse, protégé par le bataillon des 10 000 Immortels et la garde équestre des « Parents du Roi ». Il ne peut, paralysé dans un dispositif figé, véritablement résister à la charge de la cavalerie des Compagnons, comme le montre bien la Mosaïque d'Alexandre. Malgré l'esprit chevaleresque de ses cavaliers, Darius ne dispose pas d'une armée et d'un commandement capable de faire face à la force d'impact de l'armée macédonienne.

## Historiographie
Darius III est un personnage complexe de l’empire perse. Actuellement son histoire n’est connue qu’à travers l’histoire d’Alexandre le Grand. L’histoire sur Darius III est très rare.
Aux XVIIe et XVIIIe siècles un auteur, Charles Rollin (1661-1741), écrit Histoire Ancienne en 1730. Son livre est écrit dans le but de donner d’instruire la jeunesse princière. Il dessine des portraits de rois qui ont marqué l’histoire. Rollin utilise l’exemple de Darius III pour montrer de quelle manière un empire peut péricliter. Cependant on observe dans son livre que Darius III est décrit en bon terme par rapport à Alexandre. Il est décrit comme un homme avec un caractère doux et un physique attirant mais qui n’est pas particulièrement courageux au combat. Alexandre est décrit par Rollin comme un personnage exceptionnel dans les premiers temps de sa vie de roi mais, cette vision d’Alexandre change lorsqu’il conquiert la Perse et devient violent. Jacques-Bénigne Bossuet est un autre auteur moderne qui écrit sur Darius III dans Réflexions de M. Bossuet, évêque de Meaux, sur les Perses, les Grecs et les Macédoniens. Darius III y est aussi décrit en termes élogieux, comme chez Rollin. Les termes utilisés n’ont même quasiment pas changé, « juste, vaillant, généreux et aimé du peuple ». Rollin s’inspire de Bossuet pour écrire ces livres, la tradition historiographique sur Darius III n’a pas changé. Chez Bossuet, le portrait flatteur qu’est attribué à Darius III n’est en rien comparable à celui qui est donné à Alexandre. En effet, le portrait de Darius est assombri par la lumière du portrait d’Alexandre. Les auteurs modernes et jusqu’au XXe siècle vont beaucoup paraphraser les auteurs antiques, ce qui permet d’observer une tradition historiographique sur Darius III qui ne change pas.
Deux ouvrages sont cependant considérés comme fondateurs pour parler de Darius III. Le premier est un livre important pour l’historiographie d’Alexandre le Grand et le deuxième se concentre sur l’historiographie perse achéménide. Droysen écrit en 1836 Geschichte des Hellenismus ou Histoire de l’Hellénisme, traduit en français en 1883, dans lequel il consacre son premier chapitre sur le royaume perse jusqu’à Darius III. Il dresse un portrait très favorable de Darius III, qu’il compare le long de son récit aux autres rois perses. Rawlinson sort son ouvrage, The Seven Great Monarchies of the Ancient Eastern World, en 1887. Cet ouvrage est rédigé après qu’on est parvenu à déchiffrer le cunéiforme, vers 1857, donc de nouveaux travaux ont vu le jour. Cependant, entre les deux auteurs, aucune redécouverte du personnage de Darius ne s’opère. En effet, les deux auteurs donnent la même interprétation de l’image du roi Darius III. Darius III a une bonne image dans les deux textes, on vante son physique avantageux et son caractère doux. Les deux auteurs font une comparaison de tous les rois perses et c’est Darius qui obtient le meilleur rôle dans la catégorie des rois achéménides. La vision positive de Darius III ne va pas changer pendant plusieurs générations et les historiens gardent une image plutôt positive de lui. Quelques historiens du XIXe siècle vont cependant décider de dresser un portrait de Darius à partir de sources qui lui sont défavorables. Ces sources sont principalement d’auteurs romains ou grecs comme Diodore de Sicile, Plutarque, Arrien et Justin. Ces auteurs retracent la vie d’Alexandre dans leurs récits. Ils ont une très mauvaise opinion des rois perses qui est retranscrite dans leurs livres. De plus, tous les rois perses ne sont pas présents dans leurs livres, en effet, seuls ceux qui sont « dignes de mémoire » y sont répertoriés. Et Darius n’y apparaît que comme « celui qui fut battu par Alexandre ». Parmi ces auteurs, l’un est particulièrement hostile à Darius III, il s’agit d’Arrien. Arrien ne parle de Darius que pour mettre en lumière les exploits et la puissance d’Alexandre. Des auteurs comme Gobineau ou Nöldeke décident de dresser un portrait à partir de sources comme celle d’Arrien, c’est-à-dire des sources qui ne sont absolument pas favorables à Darius III.
Parmi les nombreuses sources que l’on peut trouver, il y en a de très rares qui viennent de la période sassanide perse (224-651), donc d’une période postérieure  à celle de Darius III. Ces sources permettent de légitimer le pouvoir des Sassanides sur le trône. Leur but est de revenir aux temps perses d’avant Alexandre. Alexandre est vu de manière très négative, une « légende noire » émerge à son propos. Cependant Darius III n’est pas pour autant glorifié. En effet, le dernier roi achéménide est vu comme celui qui porte le fardeau de la chute de l’empire perse. On retrouve des sources perses notamment dans la lettre de Tansar, le Livre des hauts faits d’Ardeshir, fils de Papak, le Livre d’Arda, ainsi que des passages du Denkard et du Grand Bundahis.